# Pierre Méchain

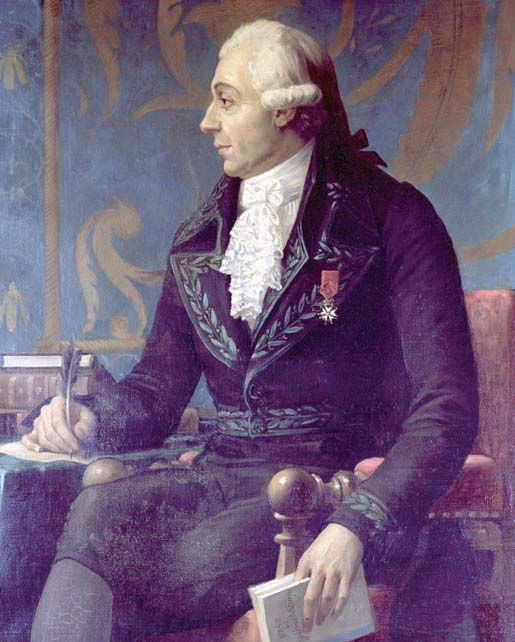
Postumes Porträt Pierre Méchains, 1824 von Narcisse Garnier nach Kupferstichen gemalt

Pierre-François-André Méchain (* 16. August 1744 in Laon, Frankreich; † 20. September 1804 in Castelló de la Plana, Spanien) war ein französischer Astronom und Geograph. Er entdeckte acht Kometen sowie 26 Objekte außerhalb des Sonnensystems und nahm an einer Expedition teil, deren Ergebnis als Definition des Meters diente.

## Leben  und Werk
Pierre Méchain wurde in Nordfrankreich als Sohn des Architekten Pierre-François Méchain und der Marie-Marguerite Roze geboren. Ursprünglich wollte er ebenfalls Architekt werden und studierte Mathematik und Physik. Aufgrund finanzieller Schwierigkeiten musste er jedoch die Universität verlassen. Zeitweise arbeitete er als Tutor zweier Knaben, etwa 50 km von Paris entfernt. Er freundete sich mit Jérôme de Lalande an, der ihm Vorauszüge seines Werkes „L´Astronomie“ überließ. 1772 besorgte Lalande ihm eine Stelle als Hydrografen bei der Kartenstelle der Marine in Versailles. Die Stelle war zunächst zeitlich befristet, und Méchain besserte sein Einkommen auf, indem er Mathematik lehrte.
1774 erhielt Méchain eine unbefristete Anstellung als Rechner bei der Marine und war zunächst mit der genauen Bestimmung der französischen Küstenlinie beschäftigt. In dieser Zeit lernte er Charles Messier kennen, der ebenfalls bei der Marine angestellt war, jedoch in einem kleinen Observatorium am Hôtel de Cluny arbeitete.
1777 heiratete er Barbe-Thérèse Marjou. Die beiden hatten zwei Söhne, Jérôme und Augustin, und eine Tochter.
Neben seiner Arbeit führte Méchain in Versailles astronomische Beobachtungen durch. 1774 hielt er eine Bedeckung des Sterns Aldebaran durch den Mond fest. Wie sein Freund Messier wurde er zum „Kometenjäger“. Die Position unbekannter nebliger Objekte, bei denen es sich um Kometen handeln konnte, gab er an Messier weiter, der dies überprüfte und in seinen Katalog eintrug. Auf diese Weise entdeckte Méchain 26 Deep-Sky-Objekte, darunter den Kugelsternhaufen M80 sowie die Galaxien M100,  M102 und M103.
Seinen ersten Kometen entdeckte Méchain 1781. Aufgrund seiner mathematischen Kenntnisse konnte er dessen Umlaufbahn bestimmen. Er studierte die Aufzeichnungen über die Kometen der Jahre 1532 und 1661 und widerlegte die damals vorherrschende Theorie, dass es sich um ein und dasselbe Objekt handelte. 1782 erhielt er dafür den Preis der Akademie der Wissenschaften und wurde deren Mitglied. 1786 entdeckte er einen Kometen, der heute den Namen Encke trägt. Encke wurde 1792 unabhängig von Caroline Herschel und 1805 von Jean-Louis Pons wiederentdeckt. Der Astronom Johann Franz Encke konnte schließlich seine Bahn bestimmen, wobei sich zeigte, dass Encke mit einer Umlaufzeit von nur 3,5 Jahren der Komet mit der kürzesten Periode ist. 1790 entdeckte Méchain einen periodischen Kometen, der heute den Namen 8P/Tuttle trägt.
Nach 1780 unternahm Méchain mehrere Reisen, u. a. nach Deutschland und Norditalien, um Karten anzufertigen. 1785 wurde er Herausgeber der Zeitschrift „Connaissance des Temps“, die seinerzeit den Messierkatalog veröffentlicht hatte.
1787 arbeitete Méchain mit Jean Dominique Comte de Cassini und Adrien-Marie Legendre zusammen, um die genaue Differenz der Längengrade zwischen Paris und Greenwich zu bestimmen. Im gleichen Jahr besuchten die drei den deutschstämmigen Astronomen William Herschel in dessen Observatorium im englischen Slough.
1792 sollte die Entfernung zwischen Dünkirchen und Barcelona exakt bestimmt werden. An der sogenannten Meridianexpedition nahm auch Jean-Baptiste Joseph Delambre teil. Méchain und sein Assistent Jean Joseph Tranchot übernahmen dabei den südlichen Sektor. Die Expedition gestaltete sich infolge der Nachwirkungen der französischen Revolution als schwierig. Méchain und Tranchot wurden in Essone sogar von Revolutionären vorübergehend festgenommen, die ihre wissenschaftlichen Instrumente für Waffen hielten. In Spanien wurde Méchain bei einem Unfall verletzt. Als er schließlich genesen war, brach der Französisch-Spanische Krieg aus, und er wurde interniert. In dieser Zeit entdeckte er von Barcelona aus am 10. Januar 1793 seinen siebten Kometen. Hier glaubte er auch einen Fehler in seinen Berechnungen der Breite von Barcelona entdeckt zu haben, mit Auswirkungen auf das Meridianprojekt. Der Fehler ließ ihn nicht mehr los, führte bei ihm zu Selbstzweifeln und Depressionen, die seine Arbeit später verzögerten, weil Messdaten umgeschrieben und Werte passend gemacht wurden, und waren auch ein Grund, warum er später nach Spanien zurückkehrte. 1794 konnte er nach Genua reisen, wo er ein Jahr blieb, bevor er 1795 nach Paris zurückkehrte. Während seines Auslandsaufenthalts verlor Méchain sein sämtliches Vermögen in Frankreich, und seine Familie war starken Repressalien ausgesetzt. Bei seiner Rückkehr 1795 wurden ihm große Ehrungen zuteil. Er wurde Mitglied der neuen Akademie der Wissenschaften, des Bureau des Longitudes und Direktor des Pariser Observatoriums. Hier entdeckte er am 26. Dezember 1799 seinen letzten Kometen.
1801 wurde er zum auswärtigen Mitglied der Königlich Dänischen Akademie der Wissenschaften und 1802 der Göttinger Akademie der Wissenschaften gewählt.
Méchain war für die Exaktheit seiner Arbeiten bekannt; seine Werke wurden über lange Zeit verlegt. Napoléon Bonaparte erteilte ihm die Genehmigung, seine Untersuchungen auszudehnen, und Méchain verließ Paris im Jahre 1803. In Spanien erkrankte er 1804 an Gelbfieber und verstarb.
Zu seinem Gedenken wurde der Asteroid (21785) Méchain benannt.